# Friedrich Lackner
Friedrich Lackner (* 8. Jänner 1876 in Wien; † 5. Jänner 1944 ebenda) war ein österreichischer Politiker der Großdeutschen Volkspartei (GdP).

## Ausbildung und Beruf
Nach dem Besuch der Volks- und Realschule machte er ein Studium an der Technischen Hochschule in Wien. Er wurde Ingenieur der Südbahngesellschaft in Wien und Mitarbeiter vieler technischer Zeitschriften in Österreich und Deutschland.

## Politische Funktionen
- Obmann des Deutsch-nationalen Vereins für Österreich

## Politische Mandate
- 10. November 1920 bis 20. November 1923: Abgeordneter zum Nationalrat (I. Gesetzgebungsperiode), GdP